# Люсил Рандон
Люсил Рандон, (на френски: Lucile Randon) също позната като сестра Андре, (на френски: Sœur André) е френска свръхдълголетница. От 19 април 2022 до 17 януари 2023 тя е най-старият жив човек. Също така е най-възрастният човек, оцелял от COVID-19, чийто тест излиза положителен за SARS-CoV-2 месец преди 117-тия ѝ рожден ден.
Рандон е католическа монахиня, приела католицизма на младини, работила като гувернантка, учителка и мисионерка преди да се пенсионира на 75-годишна възраст. От 2009 г. тя живее в старчески дом в Тулон, Франция.

## Биография
Люсил Рандон е родена на 11 февруари 1904 в Алес, Франция в семейството на Пол Рандон и Алфонзин Делфин Йета Сутуол. Има двама по-големи братя и близначка, която е починала година и половина след раждането. Израснала е в протестантско семейство, като нейният дядо е бил пастор. През 1916 година, когато е на 12 години, става гувернантка на три деца в Марсилия. Поема по-големи отговорности, когато работи като гувернантка и учителка на изтъкнато семейство във Версай през 1922 г. и това продължава до 1936 г.
Рандон преминава към католицизма през 1923 на възраст 19 години. През 1944 г. постъпва в католическия орден „Дъщери на милосърдието“ (на английски: Daughters of Charity of Saint Vincent de Paul), приемайки името Сестра Андре в почит към своя по-голям брат. След края на Втората световна война Рандон отива на мисия в болницата във Виши, където служи на сираци и възрастни хора. Нейната мисия продължава 18 години, след което през 1963 г. е изпратена в друга болница – La Baume-d'Hostun, Drôme – за нощни дежурства.

### Здраве и дълголетие
Рандон се пенсионира от работата си на пълен работен ден през 1979 г. на възраст 75 години. Постъпва в организацията EHPAD в Ле Марш, Савой, където продължава да се грижи за възрастни хора, докато тя самата не навършва 100 години. Постъпва в старчески дом в Тулон на 25 октомври 2009. Оттогава използва инвалидна количка, а от началото на 2010 г. е сляпа.
След смъртта на Хонорине Рондело на 19 октомври 2017 тя става най-стария жив човек във Франция. Когато навършва 115 години през 2019 папа Франциск ѝ изпраща лично писмо и благословена броеница.
На 16 януари 2021 г. излиза положителна проба за COVID-19 на Рандон в огнище на коронавирус в старческия дом, където са се заразили 81 от 88 жители. Тя го изкарва безсимптомно и тестът ѝ е негативен дни преди 117-тия ѝ рожден ден, което я прави най-старият оцелял човек, преболедувал COVID-19. Тя казва, че е щастлива в старческия дом, но въпреки това иска да се присъедини към своите баби, дядовци и брат в рая.
На своя 118-ти рожден ден през февруари 2022 г. Рандон получава картичка за рожден ден от френския президент Еманюел Макрон. . На 19 април 2022 тя става най-стария жив човек след смъртта на Кане Танака Рандон заявява, че това е „тъжна чест“ тъй като тя „би била по-добре в рая“, но въпреки това изразява радост, заради „поглезването“ от страна на нейното семейство. Тя продължава да се наслаждава на шоколад и чаша вино всеки ден.

### Смърт
Рандон умира в съня си в старческия дом, в който пребивава в Тулон на 17 януари 2023 г. на възраст от 118 години и 340 дни. След смъртта на Рандон Мария Браняс Морера става най-старият жив човек.